# Ivan Govar
Ivan Govar, ou Yvan Govar, pseudonymes d'Yvan Govaerts, est un acteur, scénariste et réalisateur belge, né à Uccle, commune de Bruxelles-Capitale (Belgique), le 24 août 1935, et mort à Bruxelles le 14 février 1988.

## Biographie
Ivan Govar est né dans une famille très fortunée, ce qui lui permit d'être le plus jeune réalisateur européen de son époque. Il a réalisé trois films en Belgique, avant des coproductions françaises. Il décida plusieurs fois d'abandonner le cinéma en raison des mauvaises critiques reçues. Son dernier film, Deux heures à tuer, a pour têtes d'affiche Michel Simon et Pierre Brasseur. Tous ses films ont été des échecs commerciaux. Marié en 1958 à l'actrice et ancienne Miss France Irène Tunc, il tenta de se suicider à la suite des infidélités de son épouse. Ils ont divorcé en 1964 et Ivan Govar abandonna définitivement le cinéma en 1965, à l'âge de 30 ans.
L'œuvre d'Ivan Govar a rapidement sombré dans l'oubli. Selon Paul Geens, archéologue du cinéma, diplômé du RITS (école de cinéma de la Communauté flamande, à Bruxelles) : « Lorsqu'il a proposé ses films belges à RTL, la réponse a été « Les gens ne payent pas la télévision couleur pour voir des vieux trucs en noir et blanc ! ». »
En 1983, Ivan Govar revient au cinéma en tant qu'acteur dans un court métrage de Richard Olivier Le buteur fantastique.

## Filmographie partielle
- 1954 : Nous n'irons plus au bois
- 1955 : Le Toubib, médecin du gang
- 1956 : Le Circuit de minuit
- 1959 : Y'en a marre (autres titres : Ce soir on tue ou Le Gars d'Anvers)
- 1962 : La Croix des vivants
- 1963 : Un soir... par hasard
- 1964 : Dernière enquête de Wens (autre titre : Que personne ne sorte)
- 1965 : Deux heures à tuer

## Théâtre
- 1953 : Pour Lucrèce de Jean Giraudoux, mise en scène Jean-Louis Barrault, Théâtre Marigny
- 1954 : Les Plaideurs de Racine, mise en scène Georges Le Roy, Théâtre du Petit Marigny
- 1955 : Intermezzo de Jean Giraudoux, mise en scène Jean-Louis Barrault, Théâtre Marigny, Théâtre des Célestins